# Адем Ляич
Адем Ляич е сръбски футболист, играещ като десен халф за сръбския Нови пазар.

## Кариера
Ляич започва кариерата си в юношеските формации на ФК Йошаница. През 2005 юношеският треньор на Партизан Душан Търбоевич забелязва младокът и остава впечатлен от скоростта му и уменията му да контролира топката. До 2008 Адем играе в младежкия състав на Партизан. На 29 юли 2008 Адем дебютира за „черно-белите“ в Шампионската лига срещу Интер Баку. През ноември 2008 вкарва и първия си гол-срещу ОФК Белград. Ляич записва и няколко мача в младежкия национален отбор на Сърбия и става трансферна цел на много европейски грандове. Заедно със съотборника си Зоран Тошич изкарват проби в Манчестър Юнайтед. Тошич е взет веднага, а Ляич трябва да се присъедини към отбора на 1 януари 2010, защото няма навършени 18 години. През 2009 е обявен за най-добър млад играч в Сърбия. През декември същата година Манчестър Юнайтед се отказват от трансфера на халфа, понеже не му е издадена работна виза.
От това се възползва Фиорентина, които го взимат на 8 млн. евро. На 31 януари 2010 Адем дебютира за италианците, влизайки в 82-рата минута на мястото на Мануел Паскуал в мачът срещу Каляри. На 18 септември 2010 вкарва първия си гол в Серия А срещу Лацио от дузпа. На 17 ноември 2010 дебютира за мъжкия тим на Сърбия срещу България. През март 2010 е близо до трансфер в испанския ФК Севиля, но той пропада.
През май 2012, в мач срещу Новара Калчо е сменен още през първото полувреме и в резултат от недоволството му, треньорът Делио Роси го удря. След този случай Роси е уволнен.
Сезон 2012/13 е много силен за Адем. Заедно със Стеван Йоветич, с който са заедно още от Партизан, са звездите на „виолетовите“. Ляич отбелязва 11 гола в 28 мача, а Виола достига до четвъртото място в Серия А и право на участие в Шампионската лига. На 28 август 2013 Ляич преминава в Рома, подписвайки за 4 години.